# Spilarctia oberthueri
Spilarctia oberthuri là một loài bướm đêm thuộc phân họ Arctiinae, họ Erebidae.